# Ephesia wushensis
Ephesia wushensis là một loài bướm đêm trong họ Noctuidae.